# Chris Adam
Chris Adam Lars Hedman Sörbye, född 7 december 1988 i Örebro Sankt Nikolai församling, Örebro län, är en svensk sångare och låtskrivare, samt medlem i rock- och metalbandet Smash Into Pieces. Bandet deltog i den fjärde och sista deltävlingen av Melodifestivalen 2023 (som hölls i Malmö) med bidraget "Six Feet Under". Där lyckades de, tillsammans med Loreen och hennes vinnarlåt "Tattoo", ta sig hela vägen till finalen. Bandet deltog även i Melodifestivalen 2024, denna gång med bidraget "Heroes Are Calling", som tillsammans med Lisa Ajax och hennes bidrag "Awful Liar", tog sig direkt vidare till finalen, från den allra första deltävlingen (även den från Malmö).
Den 30 december 2023 kunde man meddela, att Chris Adam och hans flickvän Lisa Stålstierna, väntade sitt första gemensamma barn. Han har dessförinnan ytterligare ett barn, en son, från en tidigare relation.

## Låtar

### Melodifestivalen
- 2023 – Six Feet Under med Smash Into Pieces (skriven tillsammans med Andreas Lindbergh, Benjamin Jennebo, Jimmy "Joker" Thörnfeldt, Joy Deb, Linnea Deb och Per Bergquist).[8]
- 2024 – Heroes Are Calling med Smash Into Pieces (skriven tillsammans med Andreas Lindbergh, Benjamin Jennebo, Jimmy Thörnfeldt, Joy Deb, Linnea Deb, Per Bergquist.[9]